# The Voice Brasil (Temporada 11)
La Undécima temporada de The Voice Brasil, se estrenó en TV Globo el martes 15 de noviembre de 2022, en las 10:30 / 21:30 (BRT  / AMT), inmediatamente después de la telenovela en horario estelar Travessia.
Fátima Bernardes reemplazó a André Marques como presentadora principal, convirtiéndose así en la primera y única presentadora femenina del programa. Thaís Fersoza (de The Voice Senior) reemplazó a Jeniffer Nascimento como corresponsal detrás del escenario del programa.
Lulu Santos, Michel Teló e Iza regresaron para su undécima, octava y cuarta temporada como entrenadores, respectivamente, mientras que Carlinhos Brown y Claudia Leitte  fueron reemplazados por Gaby Amarantos.
El 29 de diciembre de 2022, Keilla Júnia del Team Teló ganó la competencia con el 51,78% de los votos finales sobre Bell Lins (Team Iza), Juceir Jr (Team Lulu) y Mila Santana (Team Gaby), marcando la séptima y última victoria de Michel Teló. en ocho temporadas como entrenador. Además, con la victoria de Michel Teló se convirtió en el segundo entrenador más ganador de The Voice a nivel mundial, detrás de Blake Shelton, con 8 victorias (7 en la versión principal y una en la versión infantil).

## Equipos
Key
|  | Ganador/a Subcampeón Eliminado en las Semifinales en Vivo | Robado en el Remix Eliminado en el Remix Eliminado en las batallas cruzadas Descalificado | Robado en las batallas Eliminado en las Batallas Robado en los enfrentamientos Eliminado en los enfrentamientos |

|    |                             | Equipo Michel               | Equipo Iza                  | Equipo Gaby                 | Equipo Lulu   |
| -- | --------------------------- | --------------------------- | --------------------------- | --------------------------- | ------------- |
|    | 01                          | Neto & Felipe               | Dgê                         | Mila Santana                | Mel Fernandes |
| 02 | Makem                       | Bandera de ? · Bandera de ? | Bandera de ? · Bandera de ? | Bandera de ? · Bandera de ? |               |
| 03 | Bandera de ? · Bandera de ? | Bandera de ? · Bandera de ? | Bandera de ? · Bandera de ? | Bandera de ? · Bandera de ? |               |

## Audiciones a ciegas
Llave

### Gala 1 (15 de noviembre)
| # | Participante  | Edad  | Procedencia    | Canción              | Resultado | Resultado | Resultado | Resultado |
| # | Participante  | Edad  | Procedencia    | Canción              | Teló      | Iza       | Gaby      | Lulu      |
| - | ------------- | ----- | -------------- | -------------------- | --------- | --------- | --------- | --------- |
| 1 | Neto & Felipe | 27–30 | Jales          | "O Cio da Terra"     |           |           |           |           |
| 2 | Dgê           | 33    | Rio de Janeiro | "De Quem é a Culpa?" |           |           |           | –         |
| 3 | Mila Santana  | 31    | Simões Filho   | "Don't Cry Baby"     |           | ✘         |           |           |
| 4 | Mel Fernandes | 27    | Curitiba       | "Vilarejo"           | –         | –         | –         |           |
| 5 | Makem         | 31    | Fortaleza      | "Tigresa"            |           |           |           |           |